# Studzianna (gromada)
Studzianna (od 31 XII 1961 Poświętne) – dawna gromada, czyli najmniejsza jednostka podziału terytorialnego Polskiej Rzeczypospolitej Ludowej w latach 1954–1972.
Gromady, z gromadzkimi radami narodowymi (GRN) jako organami władzy najniższego stopnia na wsi, funkcjonowały od reformy reorganizującej administrację wiejską przeprowadzonej jesienią 1954 do momentu ich zniesienia z dniem 1 stycznia 1973, tym samym wypierając organizację gminną w latach 1954–1972.
Gromadę Studzianna z siedzibą GRN w Studziannej utworzono – jako jedną z 8759 gromad na obszarze Polski – w powiecie opoczyńskim w woj. kieleckim, na mocy uchwały nr 13g/54 WRN w Kielcach z dnia 29 września 1954. W skład jednostki weszły obszary dotychczasowych gromad Studzianna, Anielin (bez osady młyńskiej Gaszek), Kozłowiec, Mysiakowice, Małoszyce, Ponikła, Poręby, Poświętne i Stefanów ze zniesionej gminy Studzianna oraz Wólka Kuligowska ze zniesionej gminy Ossa w tymże powiecie. Dla gromady ustalono 22 członków gromadzkiej rady narodowej.
1 stycznia 1958 do gromady Studzianna przyłączono wieś Gapinin i kolonię Gapinin z gromady Dąbrowa I w tymże powiecie.
31 grudnia 1959 do gromady Studzianna przyłączono obszar zniesionej gromady Brudzewice.
Gromadę zniesiono 31 grudnia 1961 w związku ze zmianą nazwy jednostki na gromada Poświętne.